# Parlamentspoet
Ein Parlamentspoet oder Parlamentspoetin war ein für den Deutschen Bundestag vorgeschlagenes Amt eines Dichters.

## Idee
Der Vorschlag orientiert sich am Amt des Poet Laureate im Vereinigten Königreich und den USA und am Amt des Canadian Parliamentary Poet Laureate in Kanada, das aktuell von Louise Bernice Halfe bekleidet wird. Als weiteres Vorbild genannt wird die Dichterin Amanda Gorman, die als Inaugural Poet/National Youth Poet Laureate bei der Amtseinführung des US-Präsidenten Joe Biden ihr Gedicht „The Hill We Climb“ vorgetragen hatte, das weltweit Beachtung fand.
Bundestagsvizepräsidentin Katrin Göring-Eckardt kündigte Anfang 2022 auf Anregung der Autoren Simone Buchholz, Mithu Sanyal und Dmitrij Kapitelman an, die Debatte um die Schaffung des Amtes im Parlament vorantreiben zu wollen. Sie argumentierte, die Schaffung eines solchen Amtes stärke die Kultur und das Bewusstsein für den Wert der Sprache mit ihrer Bedeutung für Freiheit, Demokratie und die Offene Gesellschaft. Mithilfe der Poesie könne man einen „diskursiven Raum zwischen Parlament und lebendiger Sprache öffnen“.
Die Autoren hatten argumentiert, das Amt einer Parlamentspoetin könne „als Irritation, als Störfaktor“ dienen,  „Brücken bauen“, „Risse in unserer Gesellschaft heilen“ sowie „parlamentarische Diskurse, politische Debatten und Strömungen“  in Poesie und Prosa gießen, „die Politik poetischer und die Poesie politischer“ machen und „die sinnliche Welt des Fühlens, Sehens, Schmeckens, Metaphernfindens, der Synästhesie in den Bundestag bringen“.

## Kritik
Der Vorschlag löste eine breite Debatte aus. Die Literatursoziologin Carolin Amlinger merkte an, eine Unabhängigkeit von der Regierung könne ein solches Amt durchaus wahren, dennoch sei eine Parlamentspoetin in Gefahr, „die poetische Repräsentantin einer neuen Form staatlicher Herrschaft zu werden“. Der Literaturkritiker Paul Jandl sah in dem Vorschlag das Missverständnis, dass die Sprache der Poesie die „Sprache des Guten“ sei. Bundestagsvizepräsident Wolfgang Kubicki kritisierte „dass hinter dieser Idee ein großes Missverständnis künstlerischer Tätigkeit“ stecke und Künstler „eigentlich Stachel im Fleisch der Herrschenden“ sein sollten.
Im Verlauf der Debatte wurde zudem angemerkt, dass es den Vorschlag von Poesie im Parlament häufiger gegeben hat. So hat der Schriftsteller und ehemalige Leiter des Hanser-Verlags Michael Krüger angeregt, jeden Tag im deutschen Parlament mit dem Vortrag von Lyrik beginnen zu lassen. Die Anregung hatte er von Literaturnobelpreisträger Joseph Brodsky, der zu Beginn der 1990er Jahre Poet Laureate der Vereinigten Staaten war, und urteilte, dass das Parlament auf diese Weise eine Vorstellung von der eigenen Bedeutung angesichts der Unsterblichkeit großer Dichtung bekommen könne. In der Debatte wird auch auf den Alterspräsidenten des Bundestages in der Mitte der 1990er Jahre, Stefan Heym, verwiesen und auf einmalige Auftritte von Intellektuellen wie Navid Kermani, Marcel Reich-Ranicki, Ruth Klüger oder Wolf Biermann.